# O è gatto, o è locomotiva
O è gatto, o è locomotiva (Bad Ol' Putty Tat) è un film del 1949 diretto da Friz Freleng. È un cortometraggio d'animazione della serie Merrie Melodies, distribuito negli Stati Uniti il 23 luglio 1949. È stato distribuito anche coi titoli Il treno gatto e, dal 1998, Cattivone di un gatto.

## Trama
Titti vive su una casetta in cima a un palo avvolto da filo spinato su cui Silvestro si è ferito nel tentativo di scalarlo. Il gatto costruisce quindi un trampolino elastico e rimbalza verso la casetta; Titti si difende con varie armi e, infine, con un candelotto di dinamite. Successivamente, Silvestro inizia a segare il palo. Per scappare, Titti si inchioda a una corda da bucato e scivola lungo di essa; all'ultimo momento vede il gatto con l'estremità del filo legata a un dente e la bocca aperta, in attesa del canarino. Allora Titti lega l'altra estremità a un razzo e lo accende, così esso porta con sé i denti di Silvestro. Successivamente il gatto camuffa un suo dito come una femmina di canarino. All'inizio il trucco funziona e Silvestro riesce a catturare Titti, ma quest'ultimo scopre lo stratagemma e scambia il suo cappello con la cuffia della "canarina", così Silvestro finisce per mordersi il dito. Dopo essere fuggito, Titti diventa accidentalmente il volano in una partita di badminton. Il gatto riesce a prendere il posto di un giocatore e, ancora una volta, attende l'uccello con la bocca aperta, ma Titti gli fa ingoiare un candelotto di dinamite acceso; egli si precipita quindi a un distributore d'acqua e inizia a bere per spegnerlo, ma l'esplosione lo proietta nel distributore. Infine, il gatto costruisce una nuova casetta per gli uccelli, se la mette in testa e si arrampica in cima a un palo, attirando Titti nella sua bocca. Il canarino però prende il controllo di Silvestro come fosse una locomotiva e lo fa schiantare a tutta velocità contro un muro.

## Distribuzione

### Edizione italiana
Il corto fu distribuito in Italia il 6 dicembre 1961 nel programma Silvestro contro Gonzales, in inglese sottotitolato. Un primo doppiaggio fu realizzato dalla S.A.S. per la televisione negli anni sessanta; in questa edizione, utilizzata anche in DVD fino al 2009, furono cambiate alcune battute di Titti e venne mantenuta in inglese quella del giocatore di badminton. Il corto fu ridoppiato nel 1974 dalla Sinc Cinematografica in occasione di una riedizione di Silvestro contro Gonzales; anche questa edizione presenta alcune battute di Titti che ignorano i dialoghi originali, oltre ad aggiungerne di nuove per tutti i personaggi (quelle di Silvestro, altrimenti privo di dialoghi, vengono pronunciate da Michael Tor principalmente quando il personaggio è fuori campo). Nel 1998 il corto fu ridoppiato più correttamente dalla Angriservices Edizioni sotto la direzione di Renzo Stacchi per la VHS S.O.S. Tittanic; questa edizione viene utilizzata anche in DVD a partire dal 2010. Non essendo stata registrata una colonna internazionale, in tutti e tre i casi fu sostituita la musica presente durante i dialoghi.

### Edizioni home video

#### VHS
America del Nord
- A Salute to Mel Blanc (1985)

Italia
- Silvestro contro Gonzales, 2ª parte (1985)[7]
- Silvestro n. 3 (ottobre 1991)
- S.O.S. Tittanic (ottobre 1998)

#### Laserdisc
- Sylvester & Tweety's Bad Ol' Putty Tat Blues (1994)

#### DVD
Il corto fu pubblicato in DVD-Video in America del Nord nel terzo disco della raccolta Looney Tunes Golden Collection: Volume 2 (intitolato Tweety and Sylvester and Friends) distribuita il 2 novembre 2004; il DVD fu pubblicato in Italia il 16 marzo 2005 nella collana Looney Tunes Collection, col titolo Titti e Silvestro. In America del Nord fu inserito anche nel primo disco della raccolta DVD Looney Tunes Spotlight Collection Volume 2, uscita il 2 novembre 2004. In Italia fu invece incluso nel DVD Il tuo simpatico amico Tweety uscito il 9 settembre 2009 e, nella versione non restaurata, nel DVD Tweety: Casa dolce casa uscito il 23 giugno 2010. Fu poi incluso nel DVD Tweety & Silvestro della collana Looney Tunes Super Stars, uscito in America del Nord il 30 novembre 2010 e in Italia l'8 dicembre, e nel DVD Looney Tunes: Scatenati, uscito in America del Nord il 6 marzo 2012 e in Italia il 29 agosto.